# Playhouse 90
Playhouse 90 est une série télévisée américaine d'anthologie en 134 épisodes de 90 minutes diffusée du 4 octobre 1956 au 18 mai 1960 sur le réseau CBS.
Cette série est inédite dans tous les pays francophones.

## Commentaires
En 1956, les épisodes étaient diffusés en direct, en noir et blanc, trois jeudis sur quatre et enregistrés le 4e jeudi. À partir de 1957, les épisodes furent uniquement enregistrés, car il était compliqué de monter des pièces de qualité chaque semaine. Faisant face à des coûts de production élevés, les épisodes n'ont plus été diffusés qu'une semaine sur deux au cours de la dernière saison en 1959-1960.
Le soir de Noël 1958, Playhouse 90 a présenté en direct et en couleurs le spectacle Casse-noisette de Tchaïkovski par le New York City Ballet. Seule une copie en kinéscope en noir et blanc a été conservée de cet épisode.